# Chlorohystricia reinwardtii
Chlorohystricia reinwardtii là một loài ruồi trong họ Tachinidae.